# Mięsień czworoboczny

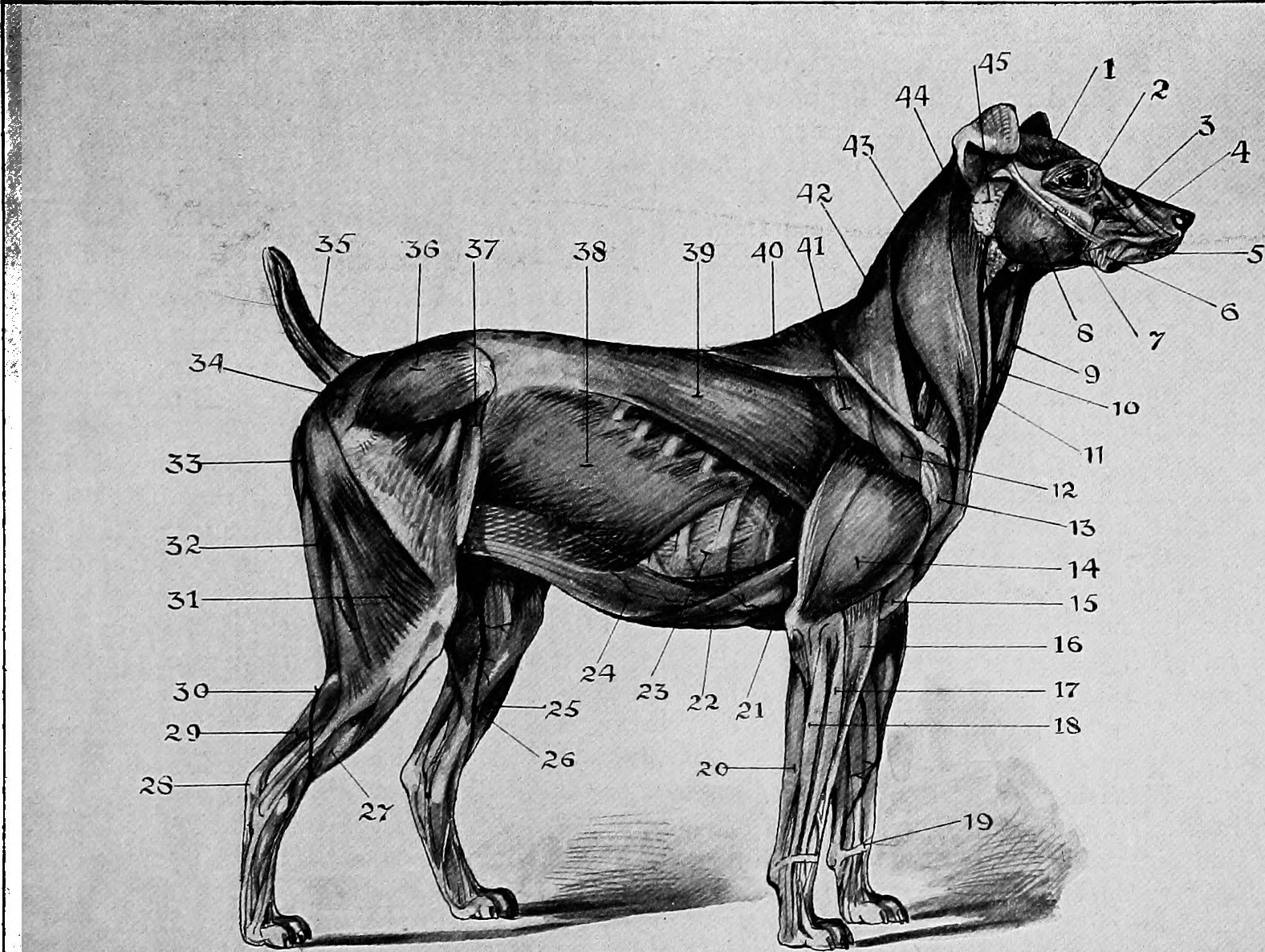
Mięśnie powierzchowne psa: mięsień czworoboczny oznaczony liczbą 40

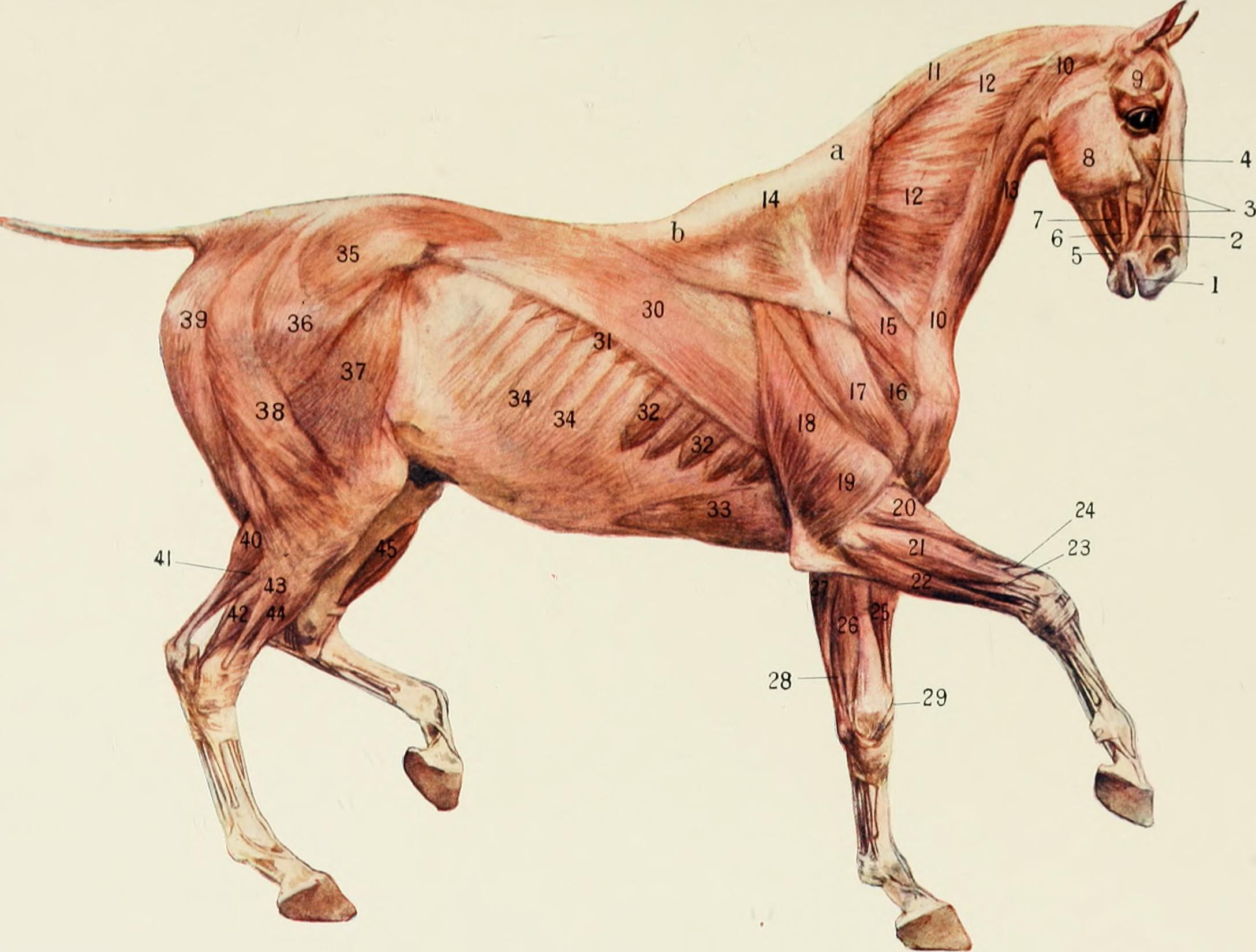
Mięśnie konia: mięsień czworoboczny oznaczony liczbą 14, jego część szyjna literą a, a część grzbietowa literą b

Mięśnie czworoboczne człowieka. Kolorem pomarańczowym oznaczono część zstępującą, czerwonym poprzeczną, a purpurowym część wstępującą

Mięsień czworoboczny, mięsień kapturzasty (łac. musculus trapezius) – parzysty mięsień kręgowców.

## Ryby
Jest to mięsień pochodzenia trzewiowego. U ryb należy do mięśni łuku skrzelowego. Występuje już u 
spodoustych, u których unerwiony jest przez nerw błędny. U innych ryb i u czworonogów unerwiają go nerwy rdzeniowe, które wrosły doń wtórnie. U rekinków z rodzaju Scyliorhinus powstaje z pięciu miomerów skrzelowych. Ogólnie u ryb bierze on początek na powięziach mięśni grzbietu, skąd biegnie ku tyłowi oraz w dół, do łopatki. U kostnoszkieletowych jest dobrze rozwinięty. U karpiowatych sięga kości przedocznej i skoblowej.

## Ssaki
U ssaków mięsień ten łączy tułów z łopatką. Jest szeroki, płaski, o zarysie trójkąta z podstawą zwróconą przyśrodkowo i wierzchołkiem położonym na grzebieniu łopatki. Oba mięśnie kontaktują się za pośrednictwem szwu ścięgnistego, ciągnącego się wzdłuż karku i tułowia. Ich wspólny zarys jest romboidalny. Mięsień ten dzielić się może przez leżącą ośrodkowo wstawkę ścięgnistą na część szyjną (pars cervicalis) i część piersiową (pars thoracica). Za unerwienie pierwszej z nich odpowiada nerw dodatkowy (ruchowo) i nerwy szyjne (czuciowo), a za unerwienie drugiej nerwy piersiowe. U człowieka wyróżnia się trzy części, a w unerwieniu biorą udział tylko nerw dodatkowy i nerwy szyjne.

### Drapieżne
U drapieżnych jest to dość gruby mięsień. Część szyjna bierze początek w tylnej części grzbietowo-pośrodkowego brzegu szwu szyi i kończy się na grzebieniu łopatki, zaś część piersiowa sięga dziewiątego kręgu piersiowego. 

### Parzystokopytne
U świni jest to gruby mięsień, o części szyjnej biorącej początek na szwie szyjnym tuż za kością potyliczną, a części piersiowej sięgającej okolicy lędźwiowej. U przeżuwaczy jego część szyjna zaczyna się w tylnych ⅔ powrózka karkowego i łączy się krawędzią przednią z mięśniem obojczykowo-głowowym, a część piersiowa bierze początek na więzadle nadkolcowym na poziomie dwunastu początkowych kręgów piersiowych.

### Nieparzystokopytne
Konia cechuje słaba, przykrywająca inne szyjne mięśnie część szyjna, biorąca początek na tylnej połowie powrózka karkowego oraz grubsza część piersiowa zaczynająca się na więzadło nadkolcowe, na poziomie wyrostków kolczystych kręgów piersiowych od drugiego do dwunastego.

### Naczelne

#### Człowiek
U człowieka mięsień czworoboczny bierze początek na górnej kresie karkowej kości potylicznej, więzadle karkowym i wyrostkach kolczystych wszystkich kręgów piersiowych. Jego część zstępująca (pars descendens) zaczepia się na końcu barkowym obojczyka, część poprzeczna (pars transversa) na wyrostku barkowym łopatki, a część wstępująca (pars ascendens) na grzebieniu łopatki. Unerwiają go gałązki nerwu dodatkowego i splotu szyjnego.